# Вади-Ватир
Вади-Ватир — (араб. وادى وتير‎) вади (пересыхающая река, наполняемая во время сильных ливней) в Арабской Республике Египет, мухафаза Южный Синай.

## География
Исток Вади-Ватира расположен в районе гор Гебель-эш-Шайира, Гебель-абу-Бутейма и Гебель-Дубейя.
В бассейне Вади-Ватира находится туристическая достопримечательность — Цветной Каньон.
Устье находится южнее города Нувейба.

## Притоки
- Вади-Сирбата
- Вади-эль-Хайси
- Вади-эш-Шефолла
- Вади-Умм-Римт
- Вади-Абу-Алана
- Вади-Умм-Эрган
- Вади-Саад
- Вади-Абъяд
- Вади-Шибейха
- Вади-эль-Биария
- Вади-Лети
- Вади-Микеимн
- Вади-Газала
- Вади-Нахейль
- Вади-Саид
- Вади-Умм-Метла